# Sécobarbital
Le sécobarbital est un somnifère de la famille des barbituriques fabriqué et commercialisé par la société Eli Lilly jusqu'en 2001 sous le nom de Séconal. Il a des propriétés  anesthésiques, anticonvulsivantes, et sédatives. Le sécobarbital a été prescrit dans le traitement de l'épilepsie, celui des insomnies passagères, comme médicament pré-opératoire pour induire l'anesthésie et comme anxiolytique avant des interventions chirurgicales, diagnostiques, ou thérapeutiques brèves et peu douloureuses. Avec l'apparition de nouvelles molécules pour ces indications, le sécobarbital a été relégué au second plan, et Lilly a cessé de le fabriquer en mai 2001.

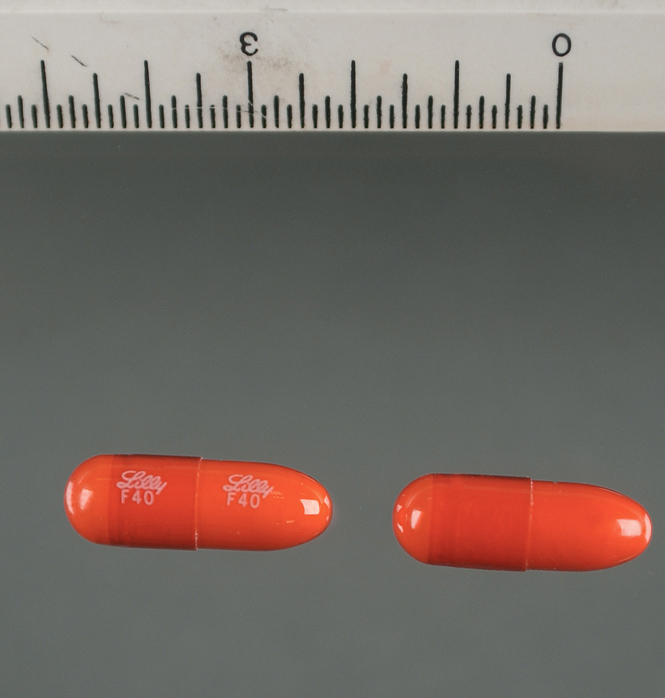
Capsules de Séconal, forme galénique du sécobarbital la plus répandue.

## Pharmacologie et pharmacocinétique
Le produit est proche du pentobarbital, dont il partage presque à l'identique le profil pharmacologique. Le sécobarbital possède simplement un groupe méthyle supplémentaire, ce qui induit des différences d'ordre pharmacocinétique : le sécobarbital est légèrement plus lipophile,, ce qui accélère son absorption et lui donne un délai d'action encore plus court que celui du pentobarbital et augmente la puissance de la sédation ressentie,. Sa durée d'action discernable, bien que proche, est également réduite car la distribution (dispersion au travers des tissus graisseux) du sécobarbital est plus rapide. Contrairement à ce que suggère sa demi-vie d'élimination longue de 28h en moyenne, il n'est donc actif (à des doses thérapeutiques) que pendant 3 à 4 heures,.
Son canal d'action primaire est la modulation positive ainsi que l'activation directe des récepteurs au GABA de type A,. Ces récepteurs, lorsqu'ils sont activés, ont un effet inhibiteur sur la transmission nerveuse en empêchant la dépolarisation membranaire.
Le barbiturique agit également sur d'autres canaux de manière mineure : on note une action inhibitrice de la recapture de l'adénosine, ainsi qu'un antagonisme des récepteurs AMPA et une inhibition de la sécrétion de glutamate,.
Comme pour les autres médicaments de sa classe, il présente un potentiel de surdose important, a fortiori lorsque combiné à d'autres sédatifs tels que l'alcool et les narcotiques.

## Usage abusif et rôle du sécobarbital dans la mort de Jimi Hendrix
Depuis les années 1950 jusqu'aux années 1970, le sécobarbital a connu un succès populaire important en raison de ses effets hypnotiques rapides, notamment dans les milieux de la contre-culture. Son usage a été détourné à des fins récréatives et sédatives, parfois en combinaison avec l'alcool avec lequel il agit en synergie. Connu en tant que « reds » (rouges) par ses usagers, en raison de la couleur du comprimé, le sécobarbital a été responsable de nombreuses surdoses durant cette période, la plus célèbre parmi elles étant celle du légendaire guitariste de rock Jimi Hendrix. Celui-ci aurait pris neuf comprimés de Vesparax (somnifère puissant comportant du sécobarbital) le 18 septembre 1970, après une nuit bien arrosée, et a été ensuite retrouvé mort dans son sommeil dans son appartement de Londres. Hendrix s'est asphyxié avec ses propres vomissures pendant son sommeil, incapable de se réveiller à cause des effets conjugués de l'alcool et du barbiturique,.
Un an auparavant, c'était l'actrice Judy Garland qui décédait d'une surdose accidentelle de Séconal. Le Premier Ministre Winston Churchill consommait régulièrement du sécobarbital, qu'il était souvent de coutume de mélanger avec des amphétamines pour modérer les effets secondaires de chaque produit tout en profitant de leur effet psychotrope.
Le produit a également connu un usage détourné mélangé avec de l'amobarbital, sous la forme des capsules Tuinal. Lorsqu'il était consommé avec retenue dans un cadre médical, le produit (tout comme les autres barbituriques) présentait néanmoins un potentiel addictif réduit comparé aux cas d'utilisation récréative détournée, impliquant souvent des doses bien plus élevées,. Cette classe de médicaments était souvent disponible en vente libre jusqu'aux années 1950, ce qui favorisait grandement leur utilisation abusive et conduisit des centaines de milliers de personnes en Angleterre ou aux États-Unis à devenir dépendantes durant les années 1960, qui furent le pic de leur utilisation. Par la suite le sécobarbital fut moins répandu, au profit cependant d'un produit de puissance comparable alors émergent, la méthaqualone, et plus tard des benzodiazépines comme le Rohypnol,.

## Culture
Le sécobarbital tient une place importante dans le roman de Jacqueline Susann La Vallée des poupées, dont un film a été tiré. Dans le roman comme dans le film, trois jeunes femmes très douées s'élèvent aux plus hauts niveaux du succès et de la renommée, tout en recourant au sécobarbital, dont elles finissent par devenir les victimes. Le roman s'est vendu à plus de 30 millions d'exemplaires depuis sa sortie en 1966.